# Buzz Rodeo
Buzz Rodeo war eine Noise-Rock-Band aus Stuttgart. 

## Geschichte
Gegründet wurde Buzz Rodeo 2014 von Ralph Ralph, Helge Gumpert und Christian Schanz, der die Band 2015 verließ. Seit 2017 hatte Daniela Schübel den Bass übernommen. Die Band löste sich im April 2018 auf.
Die Noise-Rocker spielten Rockmusik mit Anklängen von Art-Punk und New Wave. 
Buzz Rodeo absolvierten über 50 Konzerte in Deutschland, Großbritannien, Belgien, Holland, Italien, Polen sowie im Rahmen einer Tour in Frankreich.

## Diskografie
Alben
- Sports, 2015; Split-Release
- Split-10" with PERU, 2016
- Combine, 2017

Singles
- Victoria 7"-Single, 2016